# Кідонія (Марс)

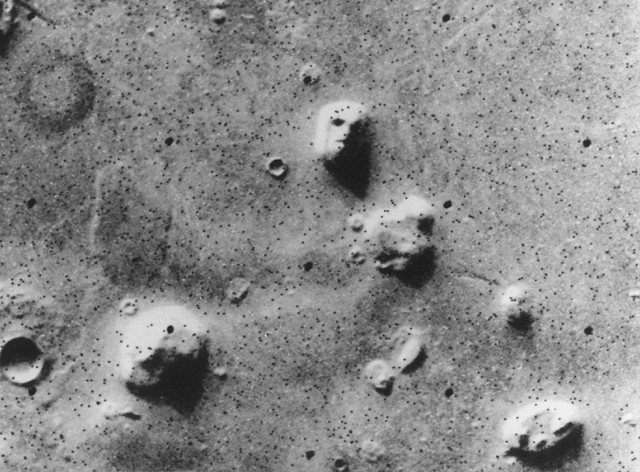
«The Face» — фотографія області Кідонія зроблена станцією «Вікінг-1» в 1976 році

40°44′ пн. ш. 9°28′ зх. д. / 40.74° пн. ш. 9.46° зх. д.
Кідонія — регіон в північній півкулі Марса, що містить низку «столових гір» (пагорбів з пласким верхом і крутими схилами). Названий на честь давньогрецького полісу Кідонія, що містився на північно-західному узбережжі Криту.

## «Обличчя Марса»
В області Кідонія міститься «Марсіанський сфінкс» — утворення на поверхні Марса, вивітрений пагорб, яке на перших фотографіях зі станції «Вікінг-1» виглядало схожим на величезне кам'яне обличчя людини. Нерідко вказували і на якісь «піраміди», розташовані біля «сфінкса». Ці фотографії привели до народження величезної кількості газетних «качок», фантастичних і псевдонаукових розмов.
Пізніше, при детальнішому фотографуванні, проведеному станцією «Mars Global Surveyor», виявилося, що схожість об'єкта з людиною була лише ілюзією, викликаною грою світла і тіні, а також низькою роздільною здатністю фотокамери апарата. «Піраміди» ж є звичайними скелями.

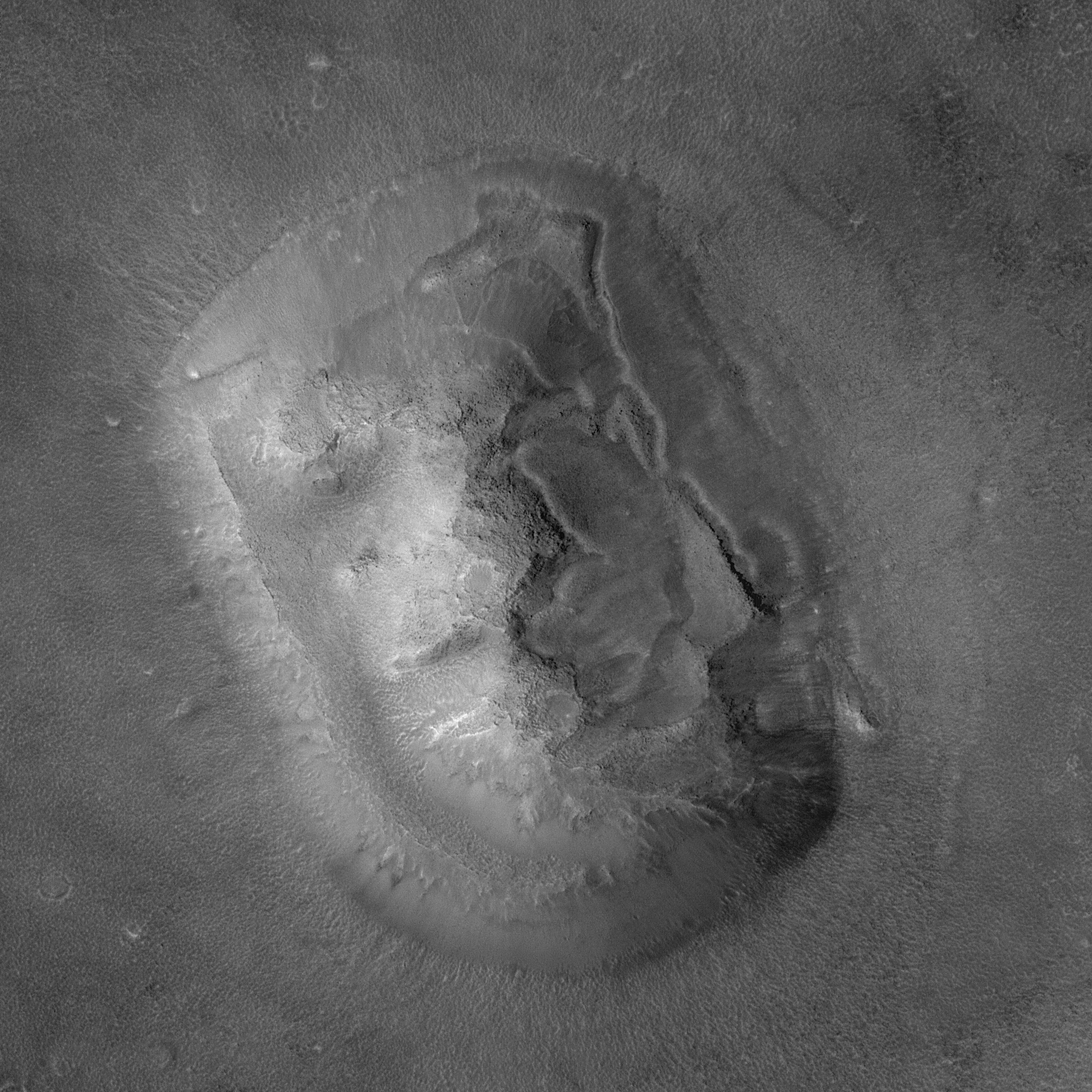
Фотографія «обличчя», здійснена в 2001 році станцією «Mars Global Surveyor»

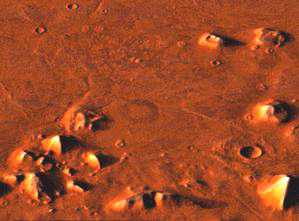
Район Кідонія. «Обличчя на Марсі» (справа зверху) та «піраміди».

## Кідонія в культурі
Тема «обличчя на Марсі» і можливого послання від позаземних цивілізацій обігрується в науковій фантастиці, наприклад у фільмі «Місія на Марс» (2000), телесеріалі Секретні матеріали, мультсеріалах Футурама і Завойовник Зім, відеоіграх Zak McKracken and the Alien Mindbenders (1988), X-Com: UFO Defense (1993), Doom 3 (2004).